# Балльзипер, Йордан
Йордан Балльзипер, имя в монашестве — Йордан Мария Йозеф (нем. Jordan Marie Joseph Ballsieper, 28 ноября 1835 года, Эльберфельд, Германия — 1 марта 1890 года, Субьяко, Италия) — католический прелат и миссионер, третий апостольский викарий Восточной Бенгалии с 5 апреля 1878 года по апрель 1886 года. Член монашеского ордена бенедиктинцев. Генеральный аббат бенедиктинской Конгрегации Субьяко и Монтекассино (1888—1890).

## Биография
После военной службы в 1858 году вступил в бенедиктинское аббатство Субьяко и Монтекассино. 15 августа 1859 года принёс первые монашеские обеты. Изучал богословие в коллегии Святого Амвросия в Риме. 13 октября 1864 года рукоположён в священники, которое совершил кардинал, архиепископ Болоньи Филиппо Мария Гвиди. После защиты докторской диссертации преподавал до 1875 года в коллегии Святого Амвросия. Потом служил военным капелланом папских вооружённых формирований. С 1876 года — визитатор фламандских бенедиктинских монастырей в Бельгии.
5 апреля 1878 римский папа Лев IX назначил его титулярным епископом Теннезиуса и апостольским викарием Восточной Бенгалии с центром в Дакке. 12 мая 1878 года состоялось его рукоположение в епископы, которое совершил титулярный архиепископ Никеи, апостольский нунций в Бельгии Серафино Ваннутелли в сослужении с титулярным епископом Констанции Арабской Шарлем Андре Антони и титулярным епископом Пеллы Густаво Леонардо де Баттиче.
В апреле 1886 года подал в отставку из-за состояния здоровья и возвратился в Европу, где был назначен в 1888 году генеральным аббатом Конгрегации Субьяко и Монтекассино.
Скончался в марте 1890 года в Субьяко, Италия.